# Freek van Muiswinkel (econoom)
Frederik Leendert (Freek) van Muiswinkel (Zwammerdam, 13 november 1904 - 26 maart 1969) was een Nederlands econoom, gemeenteraadslid in Den Haag, en hoogleraar economische wetenschappen aan de Vrije Universiteit Amsterdam van 1948 tot 1969.

## Levensloop
Van Muiswinkel, zoon van C. van Muiswinkel en E.J.W. Bos, werd geboren in Zwammerdam, waar zijn vader werkte als graanhandelaar. Hij studeerde bedrijfseconomie aan de Nederlandsche Handels-Hoogeschool van 1923 tot 1928, waar hij in 1933 promoveerde op het proefschrift, getiteld "De verzamelende graanhandel in de Vereenigde Staten van Amerika, Canada en Argentinië." 
In 1930 begon Van Muiswinkel als econoom bij de Nationale Handelsbank. Van 1933 tot 1948 was hij directeur van de Stichting Economisch Instituut voor de Middenstand. Van 5 september 1939 tot 30 augustus 1941 nam hij tevens zitting in de Gemeenteraad van 's-Gravenhage voor de anti-revolutionaire partij.
Na de oorlog werd Van Muiswinkel op 28 oktober 1948 aangesteld als hoogleraar economische wetenschappen aan de Vrije Universiteit Amsterdam, waar hij in dienst bleef tot zijn overlijden in 1969.

### Personalia
Van Muiswinkel was op 15 augustus 1934 in Alphen aan den Rijn getrouwd met Cornelia Neeltje Hoogendoorn (1913-1995). Zijn zoon, Leendert Frederik (Dik) van Muiswinkel (1938), was hoogleraar openbare financiën aan de Vrije Universiteit Amsterdam tot aan zijn emeritaat in 2002.

## Werk
Freek van Muiswinkel was in 1958 een van de eerste economen die belangrijke kritiek leverden op de vervangingswaardeleer en het daarmee samenhangende winst-concept dat door Théodore Limperg was geformuleerd. 
Zijn inzet werd onder andere gevolgd door kritieken van Jacob Louis Mey in 1960, en Johannes Lützen Bouma en  Roelof Burgert in 1967, wat leidde tot een meer eigentijdse benadering van die problematiek.

## Publicaties
- Frederik Leendert van Muiswinkel. De verzamelende graanhandel in de Vereenigde Staten van Amerika, Canada en Argentinië. Proefschrift Rotterdam. Haarlem : Bohn.
- van Muiswinkel, Frederik Leendert. Loon, winst en vermogen. Rede uitgesproken ter gelegenheid van de achtentachtigste dies natalis der Vrije Universiteit op maandag 21 oktober 1968, (1968).